# 爱思强
爱思强（Aixtron AG），以德国为基地的国际上市公司，主要制造半导体工业设备，在有机金属化学气相沉积法、发光二极管等生产设备领域富有专长。